# (34651) 2000 WQ114
2000 WQ114 (asteroide 34651) é um asteroide da cintura principal. Possui uma excentricidade de 0.06504330 e uma inclinação de 3.52446º.
Este asteroide foi descoberto no dia 20 de novembro de 2000 por LINEAR em Socorro.